# Polyamia tepata
Polyamia tepata är en insektsart som beskrevs av Delong 1984. Polyamia tepata ingår i släktet Polyamia och familjen dvärgstritar. Inga underarter finns listade i Catalogue of Life.